# Marche des femmes (2017)
Pour les articles homonymes, voir Marche des femmes.
La marche des femmes sur Washington (Women's March on Washington en anglais) est un rassemblement politique ayant eu lieu le 21 janvier 2017 à Washington, D.C., pour promouvoir les droits des femmes, la réforme de l'immigration, et la question des droits LGBT, et pour répondre aux inégalités raciales, aux problèmes des travailleurs, et aux problèmes environnementaux. Des événements frères ont également lieu dans d'autres villes à travers le monde. 
Le mouvement aurait rassemblé des centaines de milliers de personnes à Washington. À Chicago, 250 000 personnes se sont rassemblées ; à Boston, 175 000 personnes ont pu être comptées. 7 000 personnes auraient été présentes à Paris. En tout, des millions de personnes ont manifesté dans le monde.[réf. nécessaire]
Les marches ont été organisées tout autour du monde, avec 408 marches signalées aux États-Unis et 168 dans d'autres pays.
En décembre 2018, les organisateurs de la Marche des femmes de Washington ont annoncé dissoudre leur groupe, sur fond notamment d'accusations d'antisémitisme ou de complaisance vis-à-vis de l'islam radical.

## Déroulement
La marche organisée comme un grassroots movement (en), survient le lendemain de l'inauguration du nouveau président des États-Unis Donald Trump. Elle vise à faire savoir, fermement, à la nouvelle administration, pour son premier jour ouvré, et au monde,  l'idée que les droits des femmes sont des droits humains. La marche sur Washington D.C. est diffusée en direct sur YouTube.

## Organisatrices

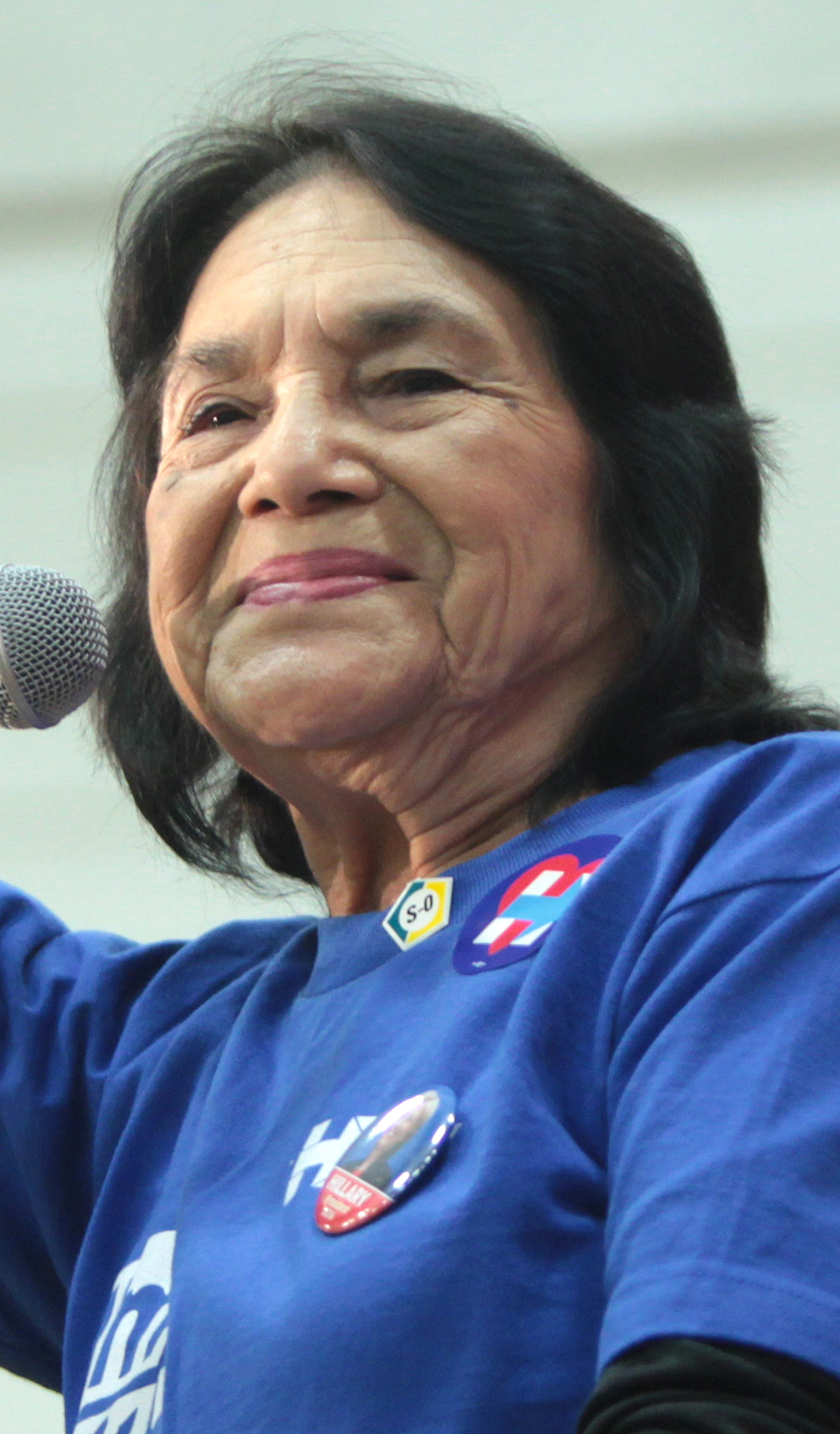
Dolores Huerta en 2016.

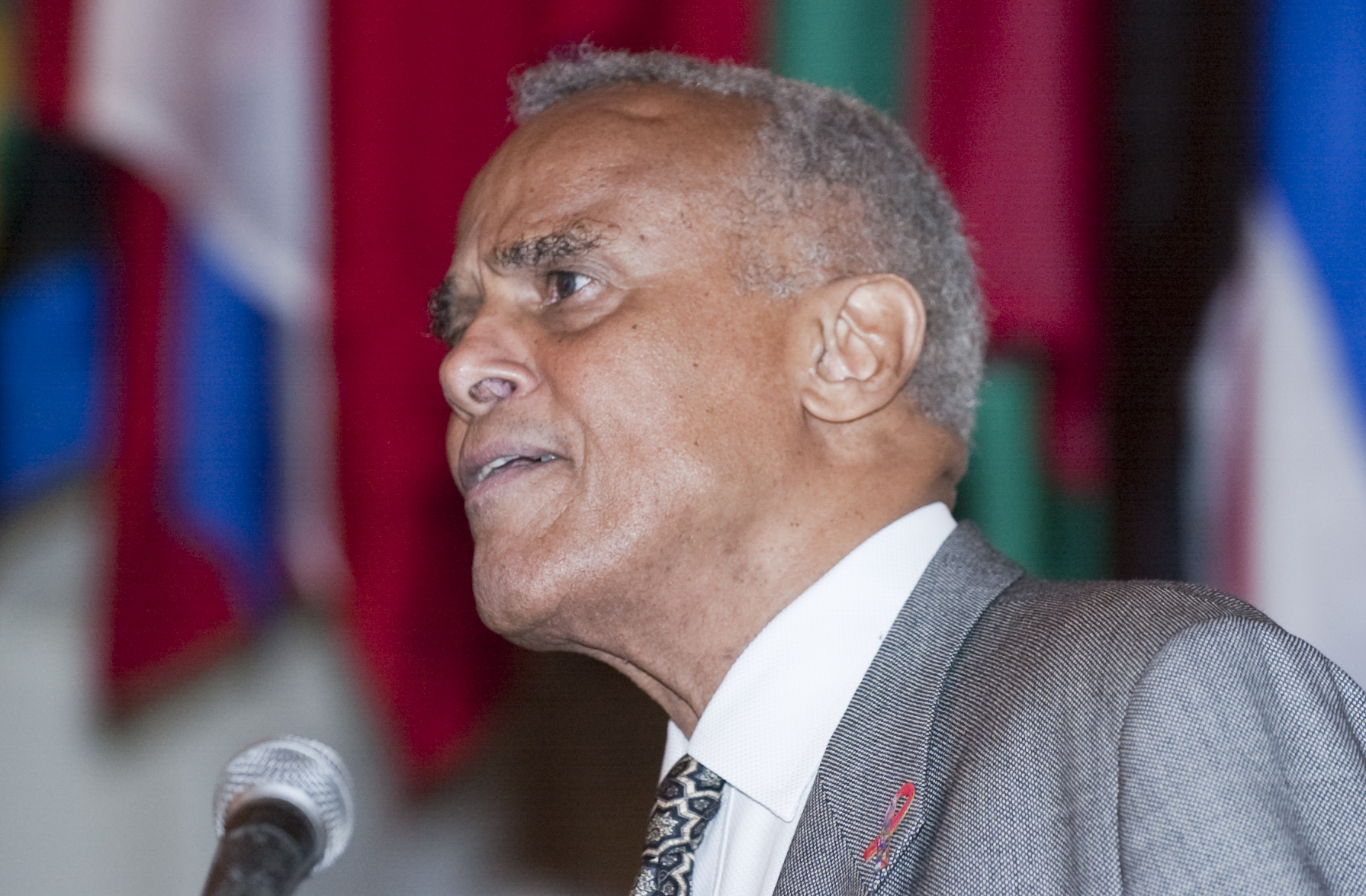
Harry Belafonte.

Les quatre coprésidentes sont Tamika Mallory (organisatrice politique et ancienne directrice exécutive de National Action Network (en)), Linda Sarsour (directrice exécutive de l'Arab American Association of New York), Carmen Perez (directrice exécutive du groupe The Gathering for Justice) et Bob Bland (styliste qui se concentre dans la fabrication éthique). Vanessa Wruble, cocréatrice et coprésidente d'OkayAfrica, occupe la place de responsable des opérations de campagne. Angela Davis, Gloria Steinem, Harry Belafonte, LaDonna Harris et Dolores Huerta, quant à eux, sont coprésidents honoraires.

## Personnalités participantes
La liste des célébrités ayant participé à l'une des manifestations organisées inclut.
- Scarlett Johansson,
- Rihanna,
- Nick Offerman,
- Mandy Moore,
- Maggie Gyllenhaal,
- Madonna,
- Lin-Manuel Miranda,
- Lena Dunham,
- Kristen Stewart,
- Katy Perry,
- Julia Roberts,
- Janelle Monáe,
- James Franco,
- Ian McKellen,
- Gina Rodriguez,
- Gillian Anderson,
- Felicity Huffman,
- Emma Watson,
- Chris O’Dowd,
- Chelsea Handler,
- Charlize Theron,
- André 3000,
- Amy Poehler[6],
- Alicia Keys,
- Amy Schumer,
- Ashley Judd,
- Barbra Streisand,
- Cher,
- Demi Lovato,
- Helen Hunt,
- Helen Mirren,
- Jamie Lee Curtis,
- Jane Fonda,
- Jessica Biel,
- Jessica Chastain,
- John C. Reilly,
- John Kerry,
- Juliette Lewis,
- Kerry Washington,
- Lana Parrilla,
- Laura Dern,
- Laverne Cox,
- Lily Tomlin,
- Marcia Gay Harden,
- Melissa Benoist,
- Miley Cyrus,
- Natalie Portman,
- Patricia Arquette,
- Robert de Niro,
- Rosario Dawson,
- Sophia Bush,
- Drew Barrymore,
- Olivia Wilde,
- Elizabeth Banks,
- Lupita Nyong'o,
- Mark Ruffalo,
- Michael Moore,
- Bella Thorne,
- Chrissy Teigen,
- Julianne Moore,
- Gloria Steinem,
- John Legend,
- Jennifer Beals,
- St. Vincent,
- Zoë Kravitz,
- Kate Hudson,
- Amber Rose,
- Ariana Grande,
- Kelly Rowland,
- Christina Milian,
- Dita von Teese,
- Christine Lahti,
- Alfre Woodard,
- Constance Wu,
- Rose McGowan,
- Tracee Ellis Ross,
- America Ferrera,
- Angela Davis,
- Janet Mock,
- Melissa Harris-Perry,
- Van Jones,
- Muriel Bowser,
- Tammy Duckworth,
- Kamala Harris,
- Jesse Jackson,
- Anne-Marie Slaughter,
- John Lewis,
- Bernie Sanders,
- Madeleine May Kunin,
- Jacinda Ardern,
- Aisha Tyler,
- Alec Baldwin,
- Amber Tamblyn,
- Blake Lively,
- Chris Rock,
- Clark Gregg,
- Connie Britton,
- Debra Messing,
- Evan Rachel Wood,
- Fran Drescher,
- Idina Menzel,
- Jackie Cruz,
- Jenna Ushkowitz,
- Jennifer Grey,
- Jenny Slate,
- Jessica Williams,
- Jidenna,
- Julia Louis-Dreyfus,
- Kesha,
- Laura Prepon,
- Macklemore,
- Padma Lakshmi,
- Patricia Richardson,
- Rami Malek,
- Samantha Ronson,
- Seth Rogen,
- The Edge,
- Willow Smith,
- Zendaya,
- Dolores Huerta,
- Harry Belafonte,
- Caitriona Balfe,
- Vera Farmiga,
- Elliot Page,
- Elizabeth Gilbert,
- Paige Davis,
- Gillian Robespierre,
- Mary McCormack,
- Yoko Ono,
- Brie Larson,
- Aja Naomi King,
- Ricky Gervais,
- Kirstie Alley,
- Seth MacFarlane,
- Gwendoline Christie,
- Felicia Day,
- Katheryn Winnick,
- Judy Blume,
- Cory Booker,
- Elizabeth Warren,
- Chaz Bono,
- Yara Shahidi,
- Edie Falco,
- Maria Bello,
- Jason Sudeikis,
- Debi Mazar,
- Mary Steenburgen,
- Benjamin Bratt,
- Paul Rudd,
- Christy Turlington,
- Mindy Kaling,
- Questlove,
- Mariska Hargitay,
- Angélique Kidjo,
- Indigo Girls,
- MC Lyte,
- Mary Chapin Carpenter,
- Maxwell,
- Tig Notaro,
- Sleater-Kinney,
- Janeane Garofalo,
- Al Franken,
- Nicole Richie,
- Victoria Beckham,
- Callie Khouri,
- Katie Jacobs,
- Whoopi Goldberg,
- Shia LaBeouf,
- Uzo Aduba,
- Sadiq Khan,
- Pink,
- Emily Ratajkowski,
- Vanessa Hudgens[7],[8],[9],[10],[11]

## Lieux
Des marches sœurs (« sister marches » en anglais) ont été organisées dans les 50 États des États-Unis et à Porto Rico, ainsi que dans 55 villes mondiales telles que Tokyo, Sydney, Nairobi, Paris et Bogotá. Dans la matinée, des manifestants défilaient à Amsterdam, Bangkok, Berlin, Delhi, Londres, Mexico, Paris, ainsi que dans d'autres villes.

### Dans le monde

#### Afrique du Sud
Au Cap, des femmes se sont rassemblées, pour une marche de solidarité avec les manifestants de Washington.

#### Allemagne
En Allemagne, on a enregistré sept marches en relation avec la Women's March de Washington, dont Berlin, Bonn, Düsseldorf, Francfort-sur-le-Main, Heidelberg et Munich. La police a estimé à environ 2 100 manifestants à la marche de Francfort et 800 à celle d'Heidelberg.

#### Antarctique
Au moins trente personnes ont voyagé à Paradise Bay (Antarctique), pour participer à la Women's March, surlignant les problèmes environnementaux qui affectent le climat de l'Antarctique.

#### AustralieetNouvelle-Zélande
Les toutes premières marches se sont déroulées en Australie et en Nouvelle-Zélande. À Sydney, 3 000 manifestants se sont rassemblés à Hyde Park. Des supporters australiens de Donald Trump ont écrit dans le ciel « TRUMP » pendant la manifestation. Environ 5 000 personnes ont manifesté à Melbourne. À Auckland (Nouvelle-Zélande), plus de 2 000 manifestants ont défilé.

#### Belgique
À Bruxelles, une veillée aux chandelles appelée Lights for Rights a été organisée à la place de la Monnaie. Ce rassemblement est en lien avec la Women's March.

#### Canada
Plus de trente événements ont été organisés à travers le Canada dont au moins vingt en Colombie-Britannique. À Toronto, il y avait environ 60 000 manifestants (selon les organisateurs) et à Vancouver 15 000. Environ 5 000 personnes étaient présentes à Montréal.
Des centaines de Canadiens ont voyagé à Washington pour participer à la manifestation.

#### Corée du Sud
À Séoul, un millier de manifestants se sont rassemblés et ont défilé dans la neige pour envoyer des messages à propos des droits des femmes et des droits de l'homme.

#### Danemark
La police a estimé à 5 000 le nombre de personnes ayant défilé à Copenhague de l'ambassade américaine au siège du Parlement danois à Christiansborg.

#### France
À Paris, environ 7 000 personnes se sont rassemblées Place du Trocadéro pour une marche de solidarité avec les manifestants de Washington.
Des manifestants se sont également rassemblés pour les droits des femmes à Bordeaux, Marseille, Toulouse et Montpellier.

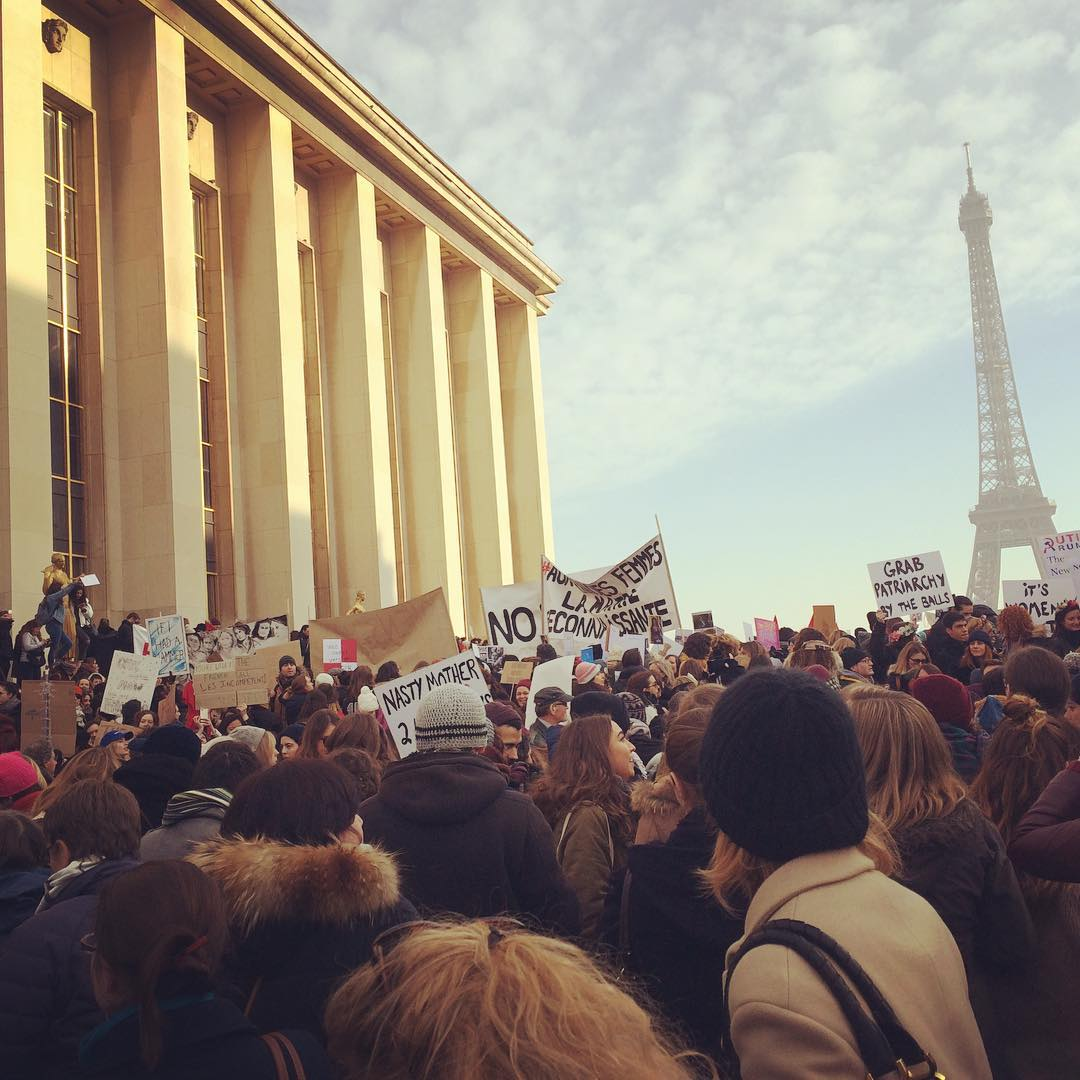
Photographie de la marche à Paris, place du Trocadéro-et-du-11-Novembre.
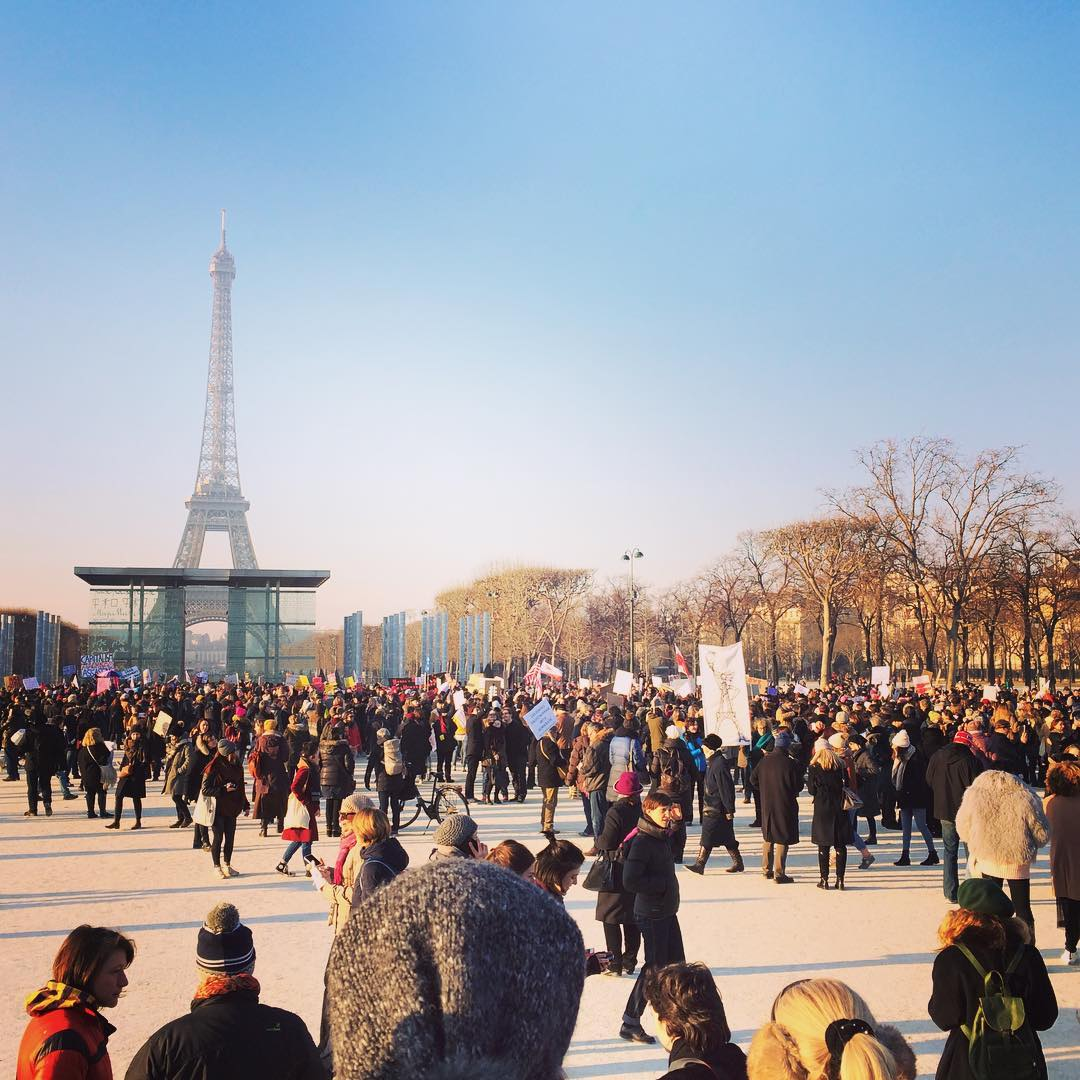
Place Joffre.
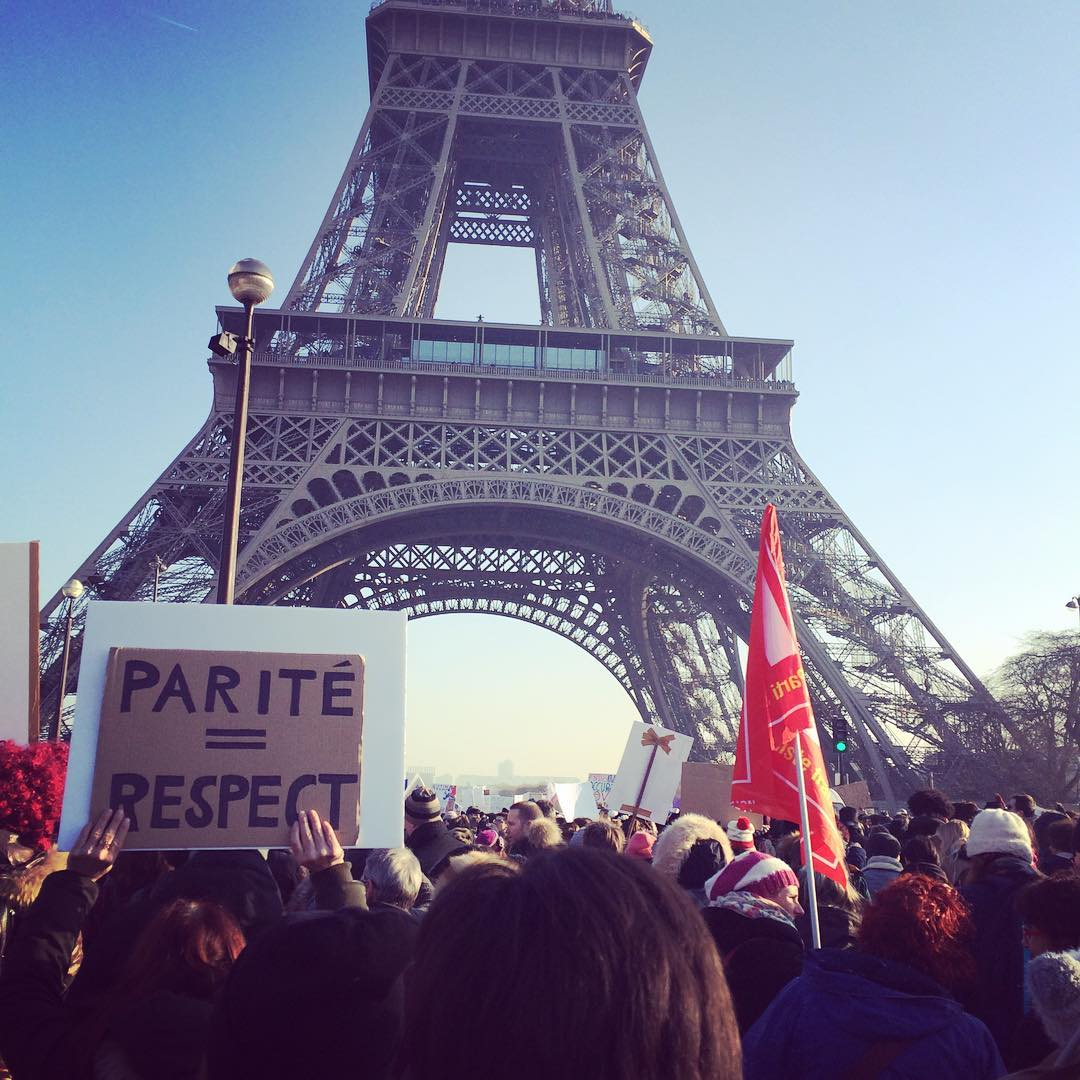
Devant la tour Eiffel.
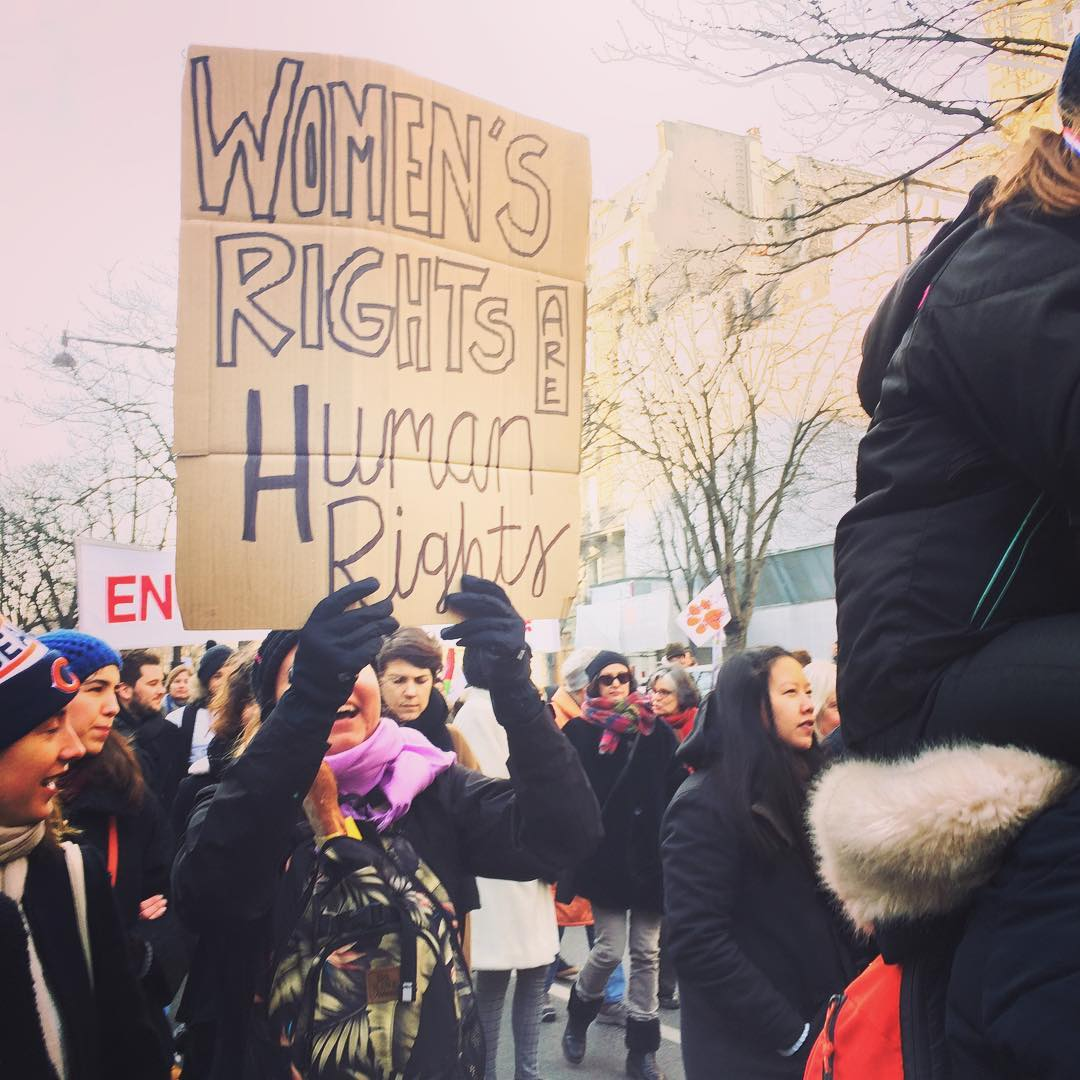
Place du Trocadéro.

#### Grèce
Des manifestants se sont aussi groupés en Grèce.

#### Inde
Des marches de solidarité contre le viol et avec la Women's March de Washington ont pris place dans plus de 20 villes indiennes, dont Bangalore, Calcutta et New Delhi. Les marches ont aussi utilisé le hashtag #IWillGoOut.

#### Irlande
À Dublin, des milliers de personnes se sont rassemblées.

#### Islande
À Reykjavik, environ 200 personnes sont sorties de chez elles pour manifester en solidarité avec la Women's March de Washington.

#### Italie
Des manifestants se sont rassemblés à l'extérieur du Panthéon à Rome. Parmi leurs messages, il y avait Women's Rights Are Human Rights et Yes we must.

#### Japon
Environ 650 personnes ont défilé dans le parc d'Hibiya à Tokyo, beaucoup plus que les 150 personnes prévues. L'événement a été organisé par Erica Summers.

#### Kenya
Des centaines de manifestants ont défilé dans la forêt de Karura à Nairobi.

#### Kosovo
Des manifestants se sont aussi rassemblés au Kosovo.

#### Mexique
À Mexico, une manifestation a été organisée par l'ambassade américaine, suivie par une grande marche, manifestant contre le président Donald Trump, contre le président mexicain Enrique Peña Nieto, qui n'a que 12 % d'opinion favorable, et pour l'égalité des genres et les droits des femmes.

#### Pays-Bas
À Amsterdam, 3 000 personnes se sont rassemblées pour une marche de solidarité avec les manifestants de Washington.

#### République tchèque
Des manifestants se sont rassemblés en République tchèque.

#### Royaume-Uni

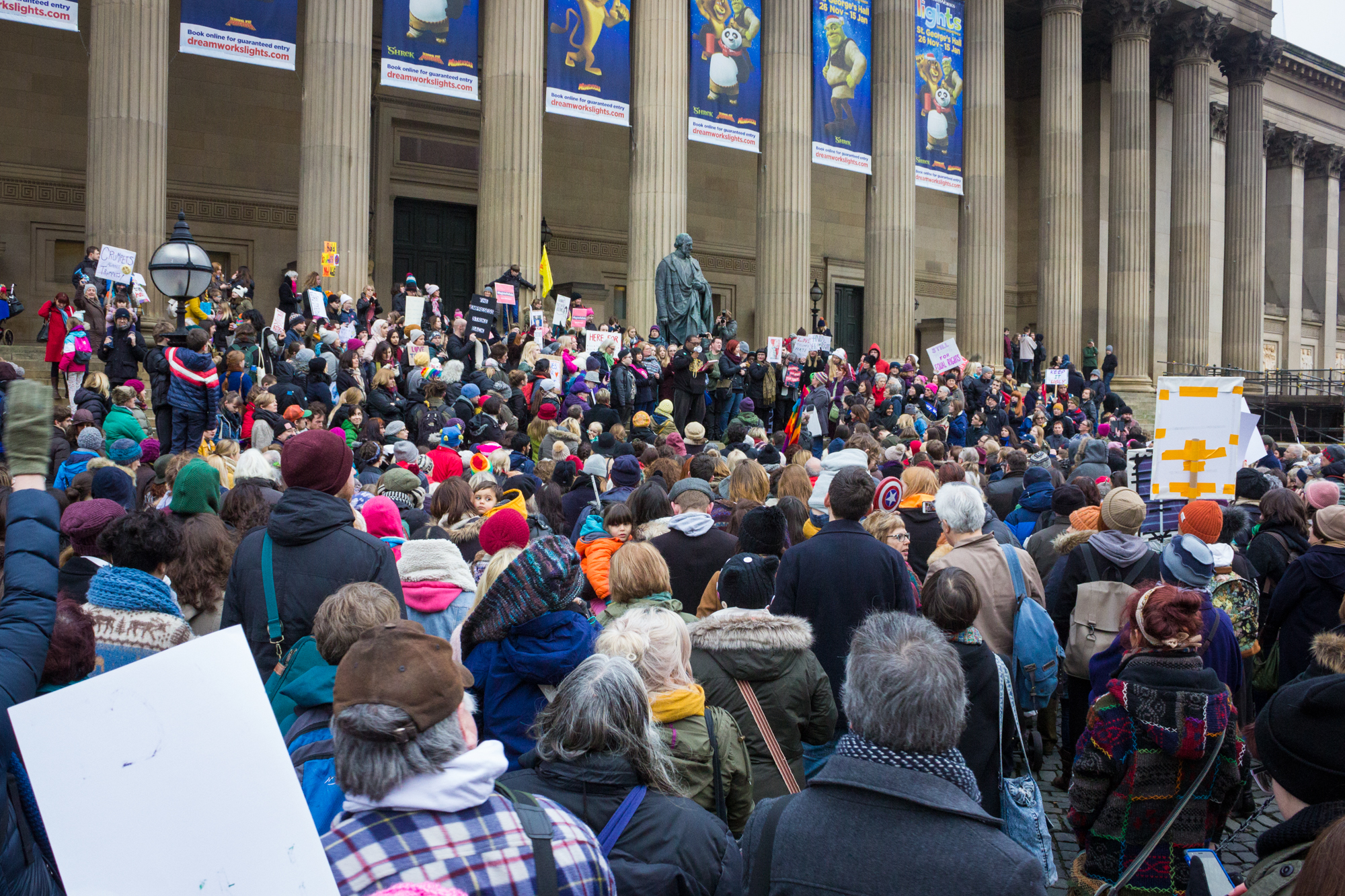
La foule écoutant un orateur à une marche sœur à Liverpool (Angleterre).

Une marche s'est produite à Londres, où presque 100 000 manifestants ont défilé sur 2 km. Des marches se sont aussi déroulées à Belfast, Bristol, Cardiff, Édimbourg, Lancaster, Leeds, Liverpool et Manchester.

#### Suède
À Stockholm, des milliers de manifestants, dont la plupart sont des femmes, se sont regroupés à Norrmalmstorg pour une marche de solidarité avec les manifestants de Washington.

#### Suisse
À Genève, une foule de 2 000 manifestants s'est rassemblée pour une marche de solidarité avec les manifestants de Washington.

## Controverses
Asra Q. Nomani, dans le New York Times, a montré les liens financiers qui existaient entre le milliardaire George Soros et plus de 50 « partenaires » de la Marche des Femmes. Posant la question du caractère réellement « spontané » de cette manifestation, la journaliste et féministe américaine avance que cette marche de protestation présentée comme une « marche des femmes » est avant tout une marche des femmes qui sont anti-Trump. Fervent soutien d'Hillary Clinton, dont il est l'un des plus importants donateurs pendant la campagne électorale américaine, George Soros s'investit très activement contre Donald Trump.
Durant la manifestation de Washington, une tribune a été offerte à Donna Hylton, une activiste qui a été condamnée pour avoir kidnappé, violé, torturé et assassiné un homme en 1985,.
Trois semaines avant la marche, des messages publiés sur les comptes Instagram et Facebook de l'évènement créent des dissensions parmi certaines futures participantes. Une activiste noire et administratrice du compte Instagram enjoint aux « alliées blanches » « d'écouter plus et de parler moins », leur expliquant comment combattre le racisme. Sur Facebook est publiée une citation de la féministe noire bell hooks : « On ne pourra devenir des sœurs qu'en confrontant les façons dont des femmes - au travers du sexe, de la classe sociale et de la race - ont dominé et exploité d'autres femmes ». Certaines participantes estiment ne plus se sentir bienvenues et décident d'annuler leur venue. Linda Sarsour, l'une des organisatrices de la marche, revendique l'accent ainsi mis sur la situation des minorités : « C'était une opportunité d’amener la discussion à des niveaux plus profonds. Parfois, vous allez contrarier des gens »,.

### Complaisance avec l'islam radical
La Women's March a été critiquée dans certains médias conservateurs pour ses contradictions et sa complaisance avec l'islam intégriste. Dans une tribune pour le Herald Sun, la journaliste Rita Panahi évoque la « vacuité du féminisme moderne », en notant que les préoccupations et les revendications affichées lors de la marche sont éloignées du combat pour les droits des femmes initialement annoncé. Elle souligne « qu'il n'y a pas eu de marche pour les femmes d'Arabie saoudite, de Somalie ou d'Afghanistan et plusieurs autres régions du monde où les femmes sont victimes d'assujettissement systématique, brutal et implacable ». Elle ajoute que Linda Sarsour, l'une des principales organisatrices de la marche, est connue pour défendre le régime d'Arabie saoudite et pour être en faveur de la loi de la charia. 
L'essayiste française Fiammetta Venner fait un constat similaire : elle rappelle que Linda Sarsour soutient des théories conspirationnistes sur les États-Unis, que la famille de celle-ci a des liens avérés avec le Hamas et que l'association CAIR, qui avait été invitée à prendre la parole, milite pour un islam politique et a été placée sur la liste des organisations terroristes par les Émirats arabes unis. Critiquant l'attitude de certaines manifestantes encourageant des marcheuses à porter le voile, Venner dénonce aussi, à l'instar de l'écrivaine égyptienne Mona Eltahawy, l'utilisation faite du hijab comme d'un « symbole de résistance » : des affiches réalisées par Shepard Fairey, représentant une femme vêtue d'un hijab aux couleurs du drapeau américain, auraient mis de nombreux musulmans libéraux « mal à l'aise » en excluant « le combat des femmes musulmanes ne portant pas le voile ».
Les organisatrices se sont vu reprocher de ne pas avoir inclus Hillary Clinton sur la liste des personnalités d'honneur. En outre, le Daily Mail remarque que cette liste comprenait Yuri Kochiyama, une activiste controversée ayant fait part en 2003 de son admiration pour Oussama ben Laden.

## Dissolution
En décembre 2018, les organisateurs de la Marche des Femmes de Washington ont annoncé dissoudre leur groupe pour protester contre les liens existants entre quatre leaders de la Marche avec Louis Farrakhan, un conférencier antisémite. Bob Bland, Tamika Mallory, Carmen Perez et Linda Sarsour avaient été appelées à démissionner, et étaient elles-mêmes accusées par une enquête du magazine Tablet d'avoir tenu à plusieurs reprises des propos antisémites. Une activiste de la Marche des Femmes déclare aussi avoir été la cible d'attaques de Mallory et Perez et évincée du groupe en raison de ses origines juives,.
Le même mois, les organisateurs de la Marche des Femmes de Californie ont décidé d'annuler l’événement car il a été jusque là « massivement blanc », manquant de « représentativité ».